# Tell Me No Lies
Pour plus de détails, voir Fiche technique et Distribution.
Tell Me No Lies est un film américain réalisé par Emmanuel Itier, sorti en 2001. Le film met en vedettes dans les rôles principaux Amber Smith, Byron Bay et L. Clyde Irvine.

## Synopsis
Alex Sheppard, une étudiante, anime un talk-show de fin de soirée sur la station de radio du campus. Lorsque sa sœur est assassinée, Alex s’inscrit à l’école que celle-ci fréquentait afin de retrouver le tueur. Mais Alex ne sait pas que le tueur est un auditeur de son talk-show. Il découvre bientôt sa relation avec sa sœur assassinée. Bientôt, Alex se retrouve dans une situation désespérée, au milieu d’une folie meurtrière sur le campus, et potentiellement la prochaine victime du tueur.

## Distribution
- Amber Smith : Alex
- Byron Bay : David
- L. Clyde Irvine : Brad
- Erika Michaels : Lisa
- Ken Rush : Détective Charlie Vince
- Zoe Anderson : Détective Arraya
- Chad Tillner : Gary
- Derrick Bishop : Pepper
- Michelle Perry : Amanda
- Yvette McClendon : Crystal
- Billy St. John : Détective #1
- Brigitte Guehr : La mère de David
- Kevin L. Bright : Photographe de scène de crime
- Volker Harrison : Coroner[3]

## Production
Le tournage a eu lieu à Santa Barbara City College, à Santa Barbara, en Californie, aux États-Unis. Le film est sorti le 10 octobre 2001 en Australie.
Tell Me No Lies a un score d’audience de 30% sur Rotten Tomatoes.